# Lijst van burgemeesters van Dalfsen
Dit is een lijst van burgemeesters van de Nederlandse gemeente Dalfsen in de provincie Overijssel. In 2001 werd de gemeente Nieuwleusen met deze gemeente samengevoegd
| Ambtsperiode | Naam burgemeester                                | Partij of stroming | Bijzonderheden                                                                |
| ------------ | ------------------------------------------------ | ------------------ | ----------------------------------------------------------------------------- |
| 1811 - 1844  | Frederik Christiaan baron Mulert tot de Leemcule |                    |                                                                               |
| 1844 - 1903  | Frederik Hendrik baron Mulert                    |                    | zoon van zijn voorganger                                                      |
| 1903 - 1912  | mr. Alexander baron van Dedem                    |                    | was burgemeester van Staphorst                                                |
| 1912 - 1919  | mr. Godert Willem Theodoor baron van Dedem       |                    | neef van zijn voorganger                                                      |
| 1919 - 1943  | Christiaan IJnzonides                            |                    |                                                                               |
| 1944 - 1945  | F.H. Umbgrove                                    | NSB                |                                                                               |
| 1945 - 1951  | Christiaan IJnzonides                            |                    |                                                                               |
| 1951 - 1962  | Harmannus Reinder van Bruggen                    |                    |                                                                               |
| 1963 - 1978  | J.M.E. Volgers                                   | CHU                | was burgemeester van Wanneperveen                                             |
| 1978 - 1985  | Jhr. mr. Louis Pierre Quarles van Ufford         | CHU / CDA          | was burgemeester van Hengelo (G)                                              |
| 1985 - 1989  | Herman Smit                                      | CDA                | was burgemeester van Zwartsluis, werd burgemeester van Hardenberg             |
| 1990 - 2010  | Leo (L.V.) Elfers                                | CDA                |                                                                               |
| 2010 - 2011  | Willem (W.P.M.) Urlings                          | CDA                | waarnemend, was burgemeester van Hoogeveen                                    |
| 2011 - 2019  | Han (H.C.P.) Noten                               | PvdA               |                                                                               |
| 2019 - 2024  | Erica (E.) van Lente                             | PvdA               | was waarnemend burgemeester van Bedum, werd burgemeester van Midden-Groningen |
| 2024 - heden | Rikus (R.) Jager                                 | CDA                | waarnemend, was burgemeester van Westerveld                                   |